# ألفرد تيري
ألفرد تيري (بالإنجليزية: Alfred Terry)‏ هو ضابط أمريكي، ولد في 10 نوفمبر 1827 في هارتفورد في الولايات المتحدة، وتوفي في 16 ديسمبر 1890 في نيو هيفن في الولايات المتحدة.

## وصلات خارجية
- ألفرد تيري على موقع الموسوعة البريطانية (الإنجليزية)